# Eduard
Eduard je mužské křestní jméno anglosaského původu. Jeho význam je obvykle překládán jako „hlídající štěstí, bohatý strážce“. Vzniklo spojením staroanglických slov éad ("štěstí, blaho") a weart ("strážce"). Jméno Edda znamená "prababička" ve staroseverském jazyku.
Podle českého kalendáře má svátek 18. března.

## Statistické údaje
Následující tabulka uvádí četnost jména v ČR a pořadí mezi mužskými jmény ve srovnání dvou roků, pro které jsou dostupné údaje MV ČR – lze z ní tedy vysledovat trend v užívání tohoto jména:
| Rok       | Četnost    | Pořadí   |
| 1999      | 10896      | 65.      |
| 2002      | 10488      | 66.      |
| Porovnání | o 408 méně | o 1 hůře |
| 2006      | 10048      | 66.      |
| 2013      | 8792       | 165.     |

Změna procentního zastoupení tohoto jména mezi žijícími muži v ČR (tj. procentní změna se započítáním celkového úbytku mužů v ČR za sledované tři roky 1999–2002) je -3,0%, což svědčí o poměrně značném poklesu obliby tohoto jména.

## Domácké podoby
Ed, Eda, Edánek, Edík, Edan, Eddie, Edíček, Edoušek, Edís, Edísek

## Eduard v jiných jazycích
- anglicky: Edward
- arabsky: إدوارد
- česky: Eduard, Edvard
- čínsky: 愛德華 (Aidéhuá)
- finsky: Eetu
- francouzsky: Édouard
- frísky: Edo
- hebrejsky: אדוארד
- nizozemsky: Eduard, Edo
- chorvatsky: Eduard
- islandsky: Eðvarður, Játvarður [2]
- italsky: Eduardo, Edoardo
- japonsky: エドアド
- katalánsky: Eduard
- korejsky: 에드워드
- latinsky: Eduardus
- litevsky: Edvardas
- maďarsky: Edvárd
- maltézsky: Dwardu
- německy: Eduard, Eddy, Eddie
- polsky: Edward
- portugalsky: Eduardo, Duarte
- novořecky: Εδουάρδος (Edhuárdhos)
- rumunsky: Eduard
- rusky:Эдуард, Эдвард, Эдик (Edik), Eďa, Eďuška
- slovensky: Eduard
- španělsky: Eduardo
- srbocharvátsky: Eduard
- švédsky: Edvard

## Známí nositelé jména
- Eduard Antoch – československý veslař
- Eduard Bass – český spisovatel
- Edvard Beneš – český politik, druhý prezident Československa
- Eduard Cupák – český herec
- Eduard Čech – český matematik
- Eduard Dubský – český herec
- Eduard Fiker – český spisovatel
- Edward Franklin Albee – americký dramatik
- Eduard Habsburg-Lothringen – německo-maďarský spisovatel
- Eduard Haken – český operní pěvec
- Eduard Hofman – český tvůrce animovaných filmů
- Eduard Hrubeš – český moderátor a hudebník
- Eduard Ingriš – český hudební skladatel, dirigent, cestovatel, filmový dokumentarista, kameraman a fotograf
- Eduard Janota – český ekonom
- Edward Kelley – anglický alchymista
- Eduard Klezla – český hudební pedagog a operní pěvec
- Eduard Kohout – český herec
- Eduard Krützner – český ragbista
- Eduard Nápravník – český skladatel
- Eduard Ovčáček – český výtvarník
- Eduard Petiška – český spisovatel
- Eduard Prchal – český letec
- Eduard Pergner – český scenárista a textař
- Eduard Štorch – český spisovatel
- Eduard Vojan – český herec
- Eduard Vyhnanec – syn anglického krále Edmunda II.
- Eduard Weyr – český matematik

### Králové a vladaři
- Eduard I. (1239–1307) – anglický král z rodu Plantagenetů
- Eduard I. z Baru (1295?–1336) – hrabě z Baru a vnuk anglického krále Eduarda I.
- Eduard I. Portugalský (1391–1438) – nazývaný Výřečný nebo Král filozof, 11. portugalský král
- Eduard I. Starší (cca 870–924) – král Anglie v letech 899 až 924
- Eduard II. z Baru (1339–1352) – hrabě z Baru
- Eduard II. Mučedník (cca 962–978) – anglický král v letech 975 – 978
- Eduard II. (Edward of Caernarfon; 1284–1327) – král Anglie
- Eduard III. (1312–1377) – anglický král
- Eduard III. z Baru (1377–1415) – francouzský vévoda z Baru
- Eduard III. Vyznavač (asi 1004–1066) – předposlední anglický král anglosaského původu
- Eduard IV. (1442–1483) – anglický král
- Eduard V. (1470–1483) – král Anglie
- Eduard VI. (1537–1553) – anglický král
- Eduard VII. (1841–1910) – král Spojeného království a britských dominií a císař Indie
- Eduard VIII. (1894–1972) – král Spojeného království a britských dominií a císař Indie
- Eduard August Hannoverský (1767) (1767–1820) – vévoda z Kentu a Strathearnu
- Eduard (černý princ) (1330–1376) – kníže z Walesu, regent a následník trůnu
- Eduard Falcký (1625–1663) – falcký princ z linie Pfalz-Simmern
- Eduard z Norwiche (1373?–1415) – vévoda z Yorku
- Eduard Plantagenet, 17. hrabě z Warwicku (1475–1499) – následník anglického trůnu
- Eduard Portugalský (1515–1540) – portugalský infant, vévoda z Guimarães
- Eduard Vyhnanec (ang. Edward the Exile nebo Eduard Ætheling; 1016–1057) – syn anglického krále Edmunda II.